# 格烏扎尼鄉
43°45′N 25°42′E / 43.750°N 25.700°E
格烏扎尼鄉（羅馬尼亞語：Comuna Găujani, Giurgiu），是羅馬尼亞的鄉份，位於該國南部，由久爾久縣負責管轄，面積81平方公里，海拔高度27米，2007年人口2,558，人口密度每平方公里32人。